# 루나마리아 호크
루나마리아 호크(영어: Lunamaria Hawke, 일본어: ルナマリア・ホーク)는 TV 애니메이션 《기동전사 건담 SEED DESTINY》에 등장하는 가공의 인물이다. 성우는 사카모토 마아야가 담당하였다.

## 인물
- 인종 : 코디네이터 (제2세대)
- 생년월일 : C.E. 56년 7월 26일
- 별자리 : 사자자리
- 혈액형 : A형
- 연령 : 17세
- 신장 : 164cm
- 체중 : 46kg
- 계급 : 소위[1]
- 머리색 : 자주색
- 눈동자색 : 진한 청보라색
- 가족 : 메이린 호크 (여동생)
- 연인 : 신 아스카

애칭은 루나이다. 자프트의 최신예함 미네르바에 소속된 모빌 슈트(MS) 파일럿으로 적색 제복을 착용하는 엘리트 군인이다. 단발의 자주색 머리를 한 쾌활한 미소녀이다. 군복의 자신의 손으로 개조했으며 분홍색 미니 스커트에 검은색 니삭스를 하고 등장한다. 미네르바에서 관제사로 근무하고 있는 메이린 호크의 언니이다.

## 같이 보기
- 기동전사 건담 SEED DESTINY